# Miss Padania
Miss Padania è un concorso di bellezza che dal 1998 si svolge nel Nord Italia (la "Padania"). Patrocinato dal partito politico della Lega Nord, si affiancava ad altre analoghe manifestazioni, come, ad esempio, quella di Miss Italia.
Pubblicizzato prevalentemente attraverso il quotidiano La Padania e reclamizzato attraverso le emittenti televisive locali che fanno riferimento al movimento leghista, il concorso di Miss Padania si svolse ufficialmente dal 1998 anche se già nel 1997 ne era stata tenuta una prima edizione non ufficiale a carattere sperimentale.
Accanto al titolo ufficiale di Miss Padania venivano assegnate nella cerimonia di premiazione, che si teneva prevalentemente entro i primi mesi dell'anno, altre due fasce: quella di Miss Sole delle Alpi e quella di Miss Camicia verde.

## Selezioni
Le selezioni si svolgevano prevalentemente fra maggio e novembre ed al concorso potevano partecipare - secondo il regolamento - candidate "dello stesso sesso registrato sul certificato di nascita", che, il giorno dell'eventuale finale, avessero un'età compresa tra i 17 ed i 28 anni e che dovevano avere da almeno dieci anni consecutivi la cittadinanza italiana e risiedere nelle regioni Lombardia, Piemonte, Emilia-Romagna, Valle d'Aosta, Liguria, Veneto, Trentino-Alto Adige, Friuli-Venezia Giulia, Marche, Umbria e Toscana. Il regolamento indicava, fra i requisiti di partecipazione, l'obbligo che le candidate non avessero mai partecipato "a servizi fotografici e film ritenuti sconvenienti", e ciò a insindacabile giudizio dell'organizzazione del concorso. Inoltre le candidate Miss non dovevano rilasciare dichiarazioni "non in linea con gli ideali dei Movimenti che promuovono la Padania".

## Vincitrici
| Edizione | Miss Padania                    | Miss Sole delle Alpi (1997-2009) Miss Milano Cinema (2010-2012) | Miss Camicia verde   | Data e luogo premiazione                                        | Presidente di giuria | Fonte        |
| -------- | ------------------------------- | --------------------------------------------------------------- | -------------------- | --------------------------------------------------------------- | -------------------- | ------------ |
| -        | Paola Cantamessa Ninfa Giovetti | Gladis Bounous                                                  | Patrizia Ossola      | 12 luglio 1997 Laveno-Mombello                                  |                      | [ 2 ] [ 3 ]  |
| 1ª       | Sara Venturi                    | Anastasia Komarova                                              | Serena Zambelli      | 3 aprile 1998 Villa Erba, Cernobbio                             | Tinto Brass          | [ 4 ]        |
| 2ª       | Giada Sbalbi                    | Chiara Neirotti                                                 | Elisa Putzolu        | 12 dicembre 1999 Teatro Nazionale, Milano                       | Daniele Vimercati    | [ 4 ]        |
| 3ª       | Gloria Anselmi                  | Elena Basaglia                                                  | Simona Budroni       | Edizione del Millennio 10 febbraio 2000 Teatro Smeraldo, Milano | Stefano Zecchi       | [ 4 ]        |
| 4ª       | Francesca De Rose               | Martina Diaspro                                                 | Antonella Di Gianni  | 7 febbraio 2002 Teatro Nuovo, Varese                            | Fabio Testi          | [ 4 ]        |
| 5ª       | Alice Grassi                    | Silvia Bianchi                                                  | Katja Zandarin       | 15 febbraio 2003 PalaLido, Milano                               | Renato Pozzetto      | [ 4 ]        |
| 6ª       | Alice Graci                     | Hellen Scopel                                                   | Barbara Milani       | 20 marzo 2004 Mazda Palace, Milano                              | Francesco Alberoni   | [ 4 ]        |
| 7ª       | Laura Albertin                  | Laura Zambelli                                                  | Genny Lillaz         | 19 febbraio 2005 Mazda Palace, Milano                           | Willy Pasini         | [ 4 ]        |
| 8ª       | Anna Bonansea                   | Luana Scalvensi                                                 | Veronica Marconati   | 5 febbraio 2006 Mazda Palace, Milano                            | Willy Pasini         | [ 4 ]        |
| 9ª       | Alessandra Piscopo              | Jade Canali                                                     | Zuleika Morsut       | 21 maggio 2007 PalaSharp, Milano                                | Elenoire Casalegno   | [ 4 ]        |
| 10ª      | Francesca Crocini               | Federica Teso                                                   | Veronica D'Arconte   | 8 marzo 2008 Villa Erba, Cernobbio                              | Francesco Alberoni   | [ 4 ]        |
| 11ª      | Laura Dora Mazzei               | Giorgia Moriondo                                                | Jessica Gaia         | 7 marzo 2009 Villa Erba, Cernobbio                              | Francesco Alberoni   | [ 4 ]        |
| 12ª      | Elisa Migliorati                | Chiara Manenti                                                  | Eleonora Nocent      | 5 giugno 2010 Teatro degli Arcimboldi, Milano                   | Francesco Alberoni   | [ 8 ]        |
| 13ª      | Jessica Brugali                 | Amanda De Mar                                                   | Beatrice Barazzutti  | 6 giugno 2011 Teatro degli Arcimboldi, Milano                   | Susanna Messaggio    | [ 9 ] [ 10 ] |
| 14ª      | Serena Bignami                  | Claudia Spadaccini                                              | Silvia Palamà        | 9 giugno 2012 Studi di Rete 4, Cologno Monzese                  | Enrico Beruschi      | [ 11 ]       |
| 15ª      | Isabella Marchetti              | Titoli non assegnati                                            | Titoli non assegnati | 1º giugno 2024 San Genesio ed Uniti                             | Edoardo Raspelli     | [ 12 ]       |